# Ferrari 599 GTB Fiorano
Ferrari 599 GTB Fiorano är en sportbil, tillverkad av den italienska biltillverkaren Ferrari sedan 2007.

## 599 GTB Fiorano
599 GTB Fiorano presenterades på Genèvesalongen 2006 och ersätter Ferrari Maranello. Namnet kommer från pavarotti 
egen testbana där man provar ut alla bilar, landsvägsvagnar såväl som Formel 1-bilar. Bilen delar den mesta tekniken med 612 Scaglietti, men den kortare hjulbasen gör Fioranon rent tvåsitsig. Karossen är gjord i aluminium. 
Bilen har ett aktivt kontrollsystem för stötdämparna, baserat på magnetiska partiklar som reglerar viskositeten på hydraulvätskan i dämparna, Ferraris senaste antisladdsystem kallat F1-Trac och den elektro-hydrauliskt styrda växellådan F1-SuperFast. Funktionen på dessa system kan regleras från ratten som på företagets Formel 1-bilar.

## 599 GTO
Vid bilsalongen i Genève 2009 visade Ferrari upp prototypen 599XX. Bilens vikt hade reducerats med hjälp av olika lättviktsmaterial och motorn hade trimmats. I april 2010 meddelade Ferrari att bilen går i produktion under namnet 599 GTO. Bilen är 84 kg lättare än GTB:n och motorn har 50 extra hästkrafter. Växellådan har modifierats så att växlingarna tar 60 millisekunder istället för 100.

## SA Aperta
Ferrari SA Aperta är en öppen version av 599:an som introducerades på bilsalongen i Paris 2010, i samband med Pininfarinas 80-årsjubileum. Endast 80 bilar kommer att byggas.

## Motor
Motorn i Fioranon kommer från superbilen Enzo. Vissa modifieringar har fått göras för att den ska få plats under den låga motorhuven och effektuttaget är något lägre.
| Modell    | Motor               | Cylindervolym | Effekt | Bränsle                  |
| --------- | ------------------- | ------------- | ------ | ------------------------ |
| 599 GTB   | 12-cyl V-motor DOHC | 5999 cm³      | 620 hk | Bosch bränsleinsprutning |
| 599 GTO   | 12-cyl V-motor DOHC | 5999 cm³      | 670 hk | Bosch bränsleinsprutning |
| SA Aperta | 12-cyl V-motor DOHC | 5999 cm³      | 670 hk | Bosch bränsleinsprutning |